# Rune Nyström
Karl Rune Nyström, född 9 januari 1925 i Solna församling, Stockholms län, död 7 april 2004, var en svensk diplomat.

## Biografi
Nyström var son till tullvaktmästaren Carl Nyström och Ingeborg Ehrnström. Han diplomerades från Handelshögskolan i Stockholm 1946 och tog juris kandidatexamen i Stockholm 1949 innan han blev attaché vid Utrikesdepartementet (UD) 1949. Nyström tjänstgjorde i New Delhi 1951-1953, var andre beskickningssekreterare i Teheran 1953-1955, tjänstgjorde vid UD 1955-1958 och i Moskva 1958. Han var förste beskickningssekreterare i Moskva 1959, i London 1961-1963, handelsråd i Paris 1963-1965, ambassadråd i Moskva 1965-1969, i Oslo 1969-1970 och kansliråd vid UD 1970-1973. Nyström var därefter sändebud i Islamabad 1973-1977, Ankara 1977-1981 och Östberlin 1981-1985. Han tjänstgjorde vid UD 1985-1987, var ambassadör i Rabat 1987-1990 och tjänstgjorde vid UD 1990-1991.
Nyström gifte sig 1953 med June Butler (född 1927), dotter till majoren Thomas Edward B och Sonja Evans. Nyström avled 2004 och gravsattes på Solna kyrkogård.